# Vườn quốc gia Sånfjället
Vườn quốc gia Sonfjället hay Sånfjället là một vườn quốc gia nằm ở Härjedalen, ở miền trung Thụy Điển. Nó được thành lập vào năm 1909, và là một trong số những vườn quốc gia đầu tiên ở Thụy Điển và cũng là lâu đời nhất của châu Âu. Sau khi mở rộng diện tích vào năm 1989, diện tích của nó là 103 km². Nó được đặt tên theo đỉnh núi Sånfjället cao 1.278 m (4.193 ft). Khu vực miền núi bị chia cắt bởi các dòng hồ và một diện tích rừng.
Vườn quốc gia nổi tiếng với hệ động vật tại đây, bao gồm một số lượng đáng kể gấu, và nai sừng tấm lớn cùng chó sói và mèo rừng.

## Tên
Ý nghĩa chính xác tên của núi Sånfjället là không được biết. Nó có thể liên quan đến Tiếng Bắc Âu cổ từ Sunna, có nghĩa là mặt trời. Và vì thế, Sonfjället nghĩa đen có nghĩa là "mặt trời rơi xuống". Lý thuyết này sau đó đã bị tuyên bố là không phù hợp với cách phát âm địa phương.
Từ giữa năm 1919  đến năm 2010, vườn quốc gia chính thức được gọi là Sånfjället, mà cơ quan quản lý nghĩ là sẽ tốt hơn cho việc phát âm. Tuy nhiên, trong tháng 6 năm 2010 tên cũ của nó đã được lấy lại, và vườn quốc gia trở lại với tên Sonfjället.